# Collisella edmitchelli
Collisella edmitchelli är en snäckart som först beskrevs av Lipps 1963.  Collisella edmitchelli ingår i släktet Collisella och familjen Lottiidae. IUCN kategoriserar arten globalt som utdöd. Inga underarter finns listade i Catalogue of Life.